# Collection nationale de Convolvulacées

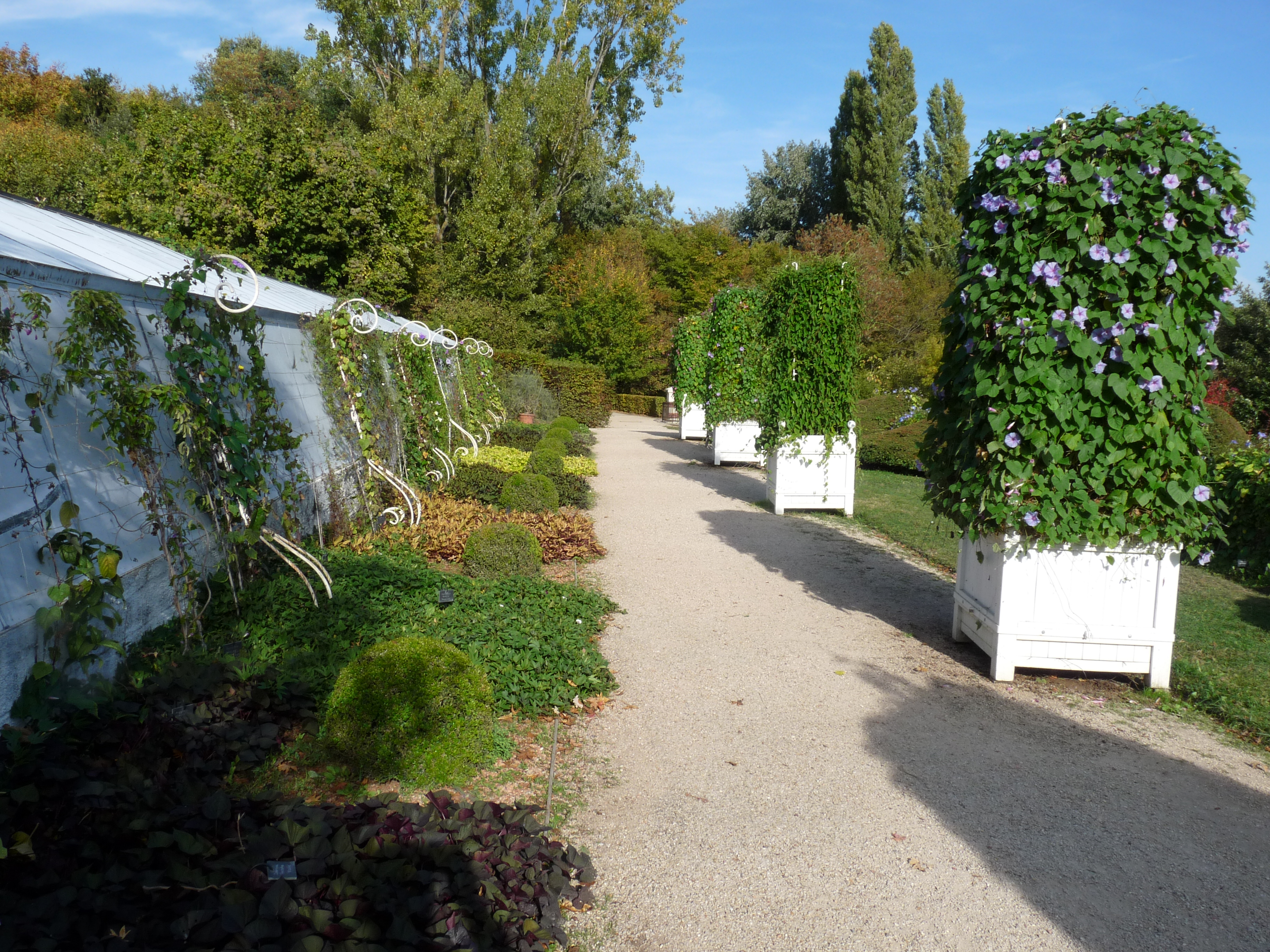
La Collection nationale de Convolvulacées à Châtenay-Malabry, en octobre 2018.

La Collection nationale de Convolvulacées est une collection vivante de plantes de la famille des Convolvulaceae gérée par le Conseil départemental des Hauts-de-Seine (France) et située dans les serres de l’Arboretum de la Vallée-aux-Loups. La collection est labellisée Collection nationale CCVS par le Conservatoire des collections végétales spécialisées.
Elle comporte en 2017 plus de 360 espèces représentant 31 genres parmi les 59 genres et les 1900 espèces décrites que compte la famille des Convolvulaceae.

## Historique
Au printemps 1996, le botaniste Patrick Blanc présente, sous le titre « Les folles Ipomées », une cinquantaine de spécimens de la famille des Convolvulaceae au Festival international des jardins de Chaumont-sur-Loire. À la suite de l’exposition, n’ayant pas la possibilité de conserver cette collection, comprenant 80 spécimens en tout, il en fait don au Conseil général des Hauts-de-Seine qui l’installe en 1997 dans les 700 m2 de serres de l’Arboretum de la Vallée-aux-Loups, serres qui faisaient partie de l’établissement horticole Busson-Dumas récemment racheté par le Conseil général pour agrandir l’Arboretum de la Vallée-aux-Loups.
Nelly Bouilhac est responsable de la collection depuis sa création, et par convention avec le Département des Hauts-de-Seine, Patrick Blanc assure le suivi scientifique de la collection jusqu’en 2004,.
La collection est labellisée Collection nationale CCVS par le Conservatoire des collections végétales spécialisées dès 1999,.
En 2005, le docteur Eckart Eich de l’Université libre de Berlin fait don d’une collection comprenant 11 genres et 111 espèces, ce qui augmente considérablement la diversité de la collection.
La collection s’enrichit et s’agrandit au fil des années, à la suite de divers dons de Patrick Blanc et d’autres botanistes :
- 1997 : 80 spécimens[5],
- 2012 : 300 espèces et 23 genres[7],
- 2017 : 360 espèces et 31 genres[5].

Les spécimens de la collection proviennent à 80 % de collecte sur le terrain, à 13 % de plantes ou de graines du commerce, et à 7 % d’échanges entre jardins botaniques.
La collection participe à plusieurs expositions horticoles : 
- en 2001 : la collection est présente au salon L’Art des Jardins de Longchamp[9] ;
- au printemps 2003, elle est présentée au Chelsea Flower Show[10],[9] ;
- en 2009 : lors des Journées des plantes de Courson[6], un mérite de Courson est décerné pour le spécimen de Stictocardia beraviensis[9] ;
- en septembre 2015 : à la Folie des plantes de Nantes[9], dont l’édition de 2015 avait pour thème « mobiles et volubiles »[11].

Cette collection unique en France et au monde, est devenue la plus grande collection de plantes de la famille des Convolvulaceae,.

## Missions
La Collection nationale de Convolvulacées remplit une triple mission scientifique, de conservation et de vulgarisation.

### Mission scientifique
La collection remplit une mission scientifique par l’accueil des chercheurs et des étudiants en botanique. La collection est un intermédiaire entre les échantillons vivants dans la nature (qui peuvent ne plus être là lorsque les scientifiques reviennent) et les échantillons secs en herbiers, ce qui permet un accès facile aux plantes pour les scientifiques, en limitant les coûts des voyages sur le terrain pour une récolte dans la nature.
La collection fournit des graines et des plantes pour les projets de recherche dans le monde (Royaume-Uni, Thaïlande, Singapour, Brésil).
Parmi les projets de recherche qui ont pu être réalisés, on peut citer :
- des analyses taxinomiques pour lesquelles la collection a procuré du matériel frais pour extraction d’ADN et des échantillons frais pour des observations morphologiques[18] ;
- des analyses de composition chimique, en particulier en anti-oxydants[19].

En 2009, la responsable de la collection est invitée au premier colloque internationale sur la taxinomie de la famille des Convolvulaceae à Singapour.

### Mission de conservation
La collection remplit un rôle de conservatoire des espèces, en particulier d’espèces menacées dans leur milieu naturel, et conservatoire de graines.

### Mission de vulgarisation
La collection a un rôle de vulgarisation auprès du grand public.
La collection est visible à l’extérieur de mai à octobre, présentant particulièrement les spécimens d’intérêt horticole. Des visites guidées ont lieu lors des Rendez-vous au jardin en juin, lors des Journées européennes du patrimoine, et tout au long du mois de septembre,. D’octobre à mai, les plantes sont rentrées dans les serres.
La publication de deux livres permet de mieux faire connaître la famille des Convolvulacées et les techniques de cultures : Ipomées, Liserons, Volubilis et autres Convolvulacées Sven Landrein, 1990, ré-édité en 2001, et La collection nationale des Convolvulacées : Passion d’une culture, culture d’une passion par Nelly Bouilhac en 2017.
Deux reportages ont été consacrés à la collection dans les émissions de télévision Silence, ça pousse ! sur France 5 en 2015 et dans la série Jardins d'ici et d'ailleurs sur Arte en 2016.

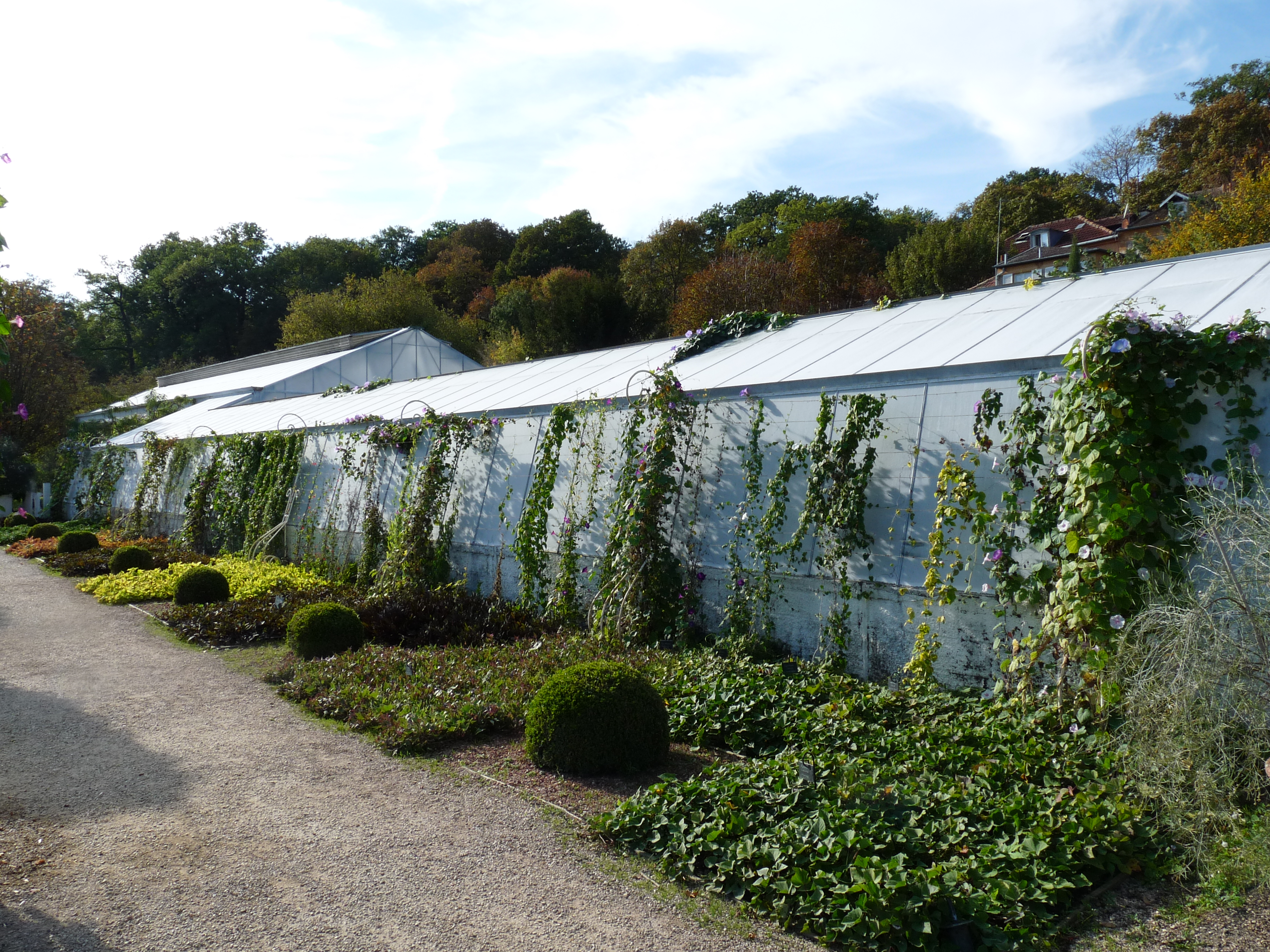
De mai à octobre, les plantes sont visibles à l’extérieur des serres.
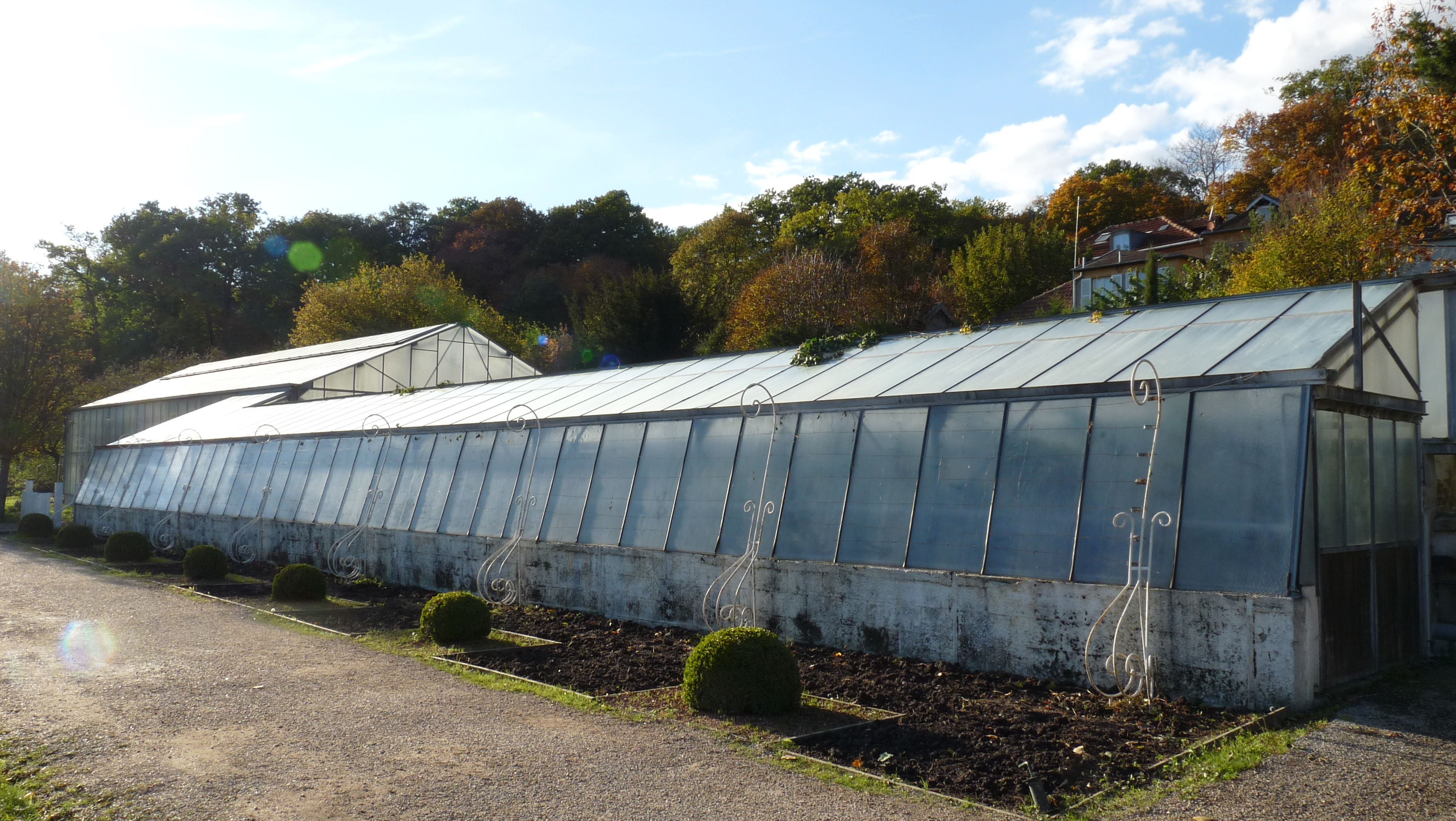
D’octobre à mai, les plantes sont rentrées dans les serres.

### Ouvrages
- Sven Landrein et sous le contrôle scientifique de Patrick Blanc, Ipomées, Liserons, Volubilis et autres Convolvulacées, Châtenay-Malabry, Conseil général des Hauts-de-Seine - CEDRE Centre d’étude et de recherche sur les arbres et les jardins, 1990, 62 p. (ISBN 2-9515867-2-8). (note : même que le suivant, mais avec une préface de Charles Pasqua, Président du Conseil général des Hauts-de-Seine)
- Sven Landrein et sous le contrôle scientifique de Patrick Blanc, Ipomées, Liserons, Volubilis et autres Convolvulacées, Nanterre, Conseil général des Hauts-de-Seine, 2001, 58 p. (ISBN 2-9515867-2-8). (note : ré-édition du précédent, sans la préface de Charles Pasqua, ancien Président du Conseil général des Hauts-de-Seine)
- Nelly Bouilhac, La collection nationale des Convolvulacées : Arboretum du Domaine départemental de la Vallée-aux-Loups : Passion d’une culture, culture d’une passion, Nanterre, Conseil départemental des Hauts-de-Seine, Pôle Aménagement et développement du territoire, Direction des Parcs, des Paysages et de l'Environnement, Service Études, Paysages, Patrimoine et Environnement, 2017, 175 p. (ISBN 978-2-9550563-1-8, EAN 9782955056318).
- George Staples, Nelly Bouilhac et Kongkanda Chayamarit, Morning Glories of Thailand and Southeast Asia, Kota Kinabalu, Natural History Publications (Borneo) Sdn. Bhd. (en), 2021, XII-167 p. (ISBN 978-983-812-200-9 et 983-812-200-9, OCLC 1284798379, présentation en ligne)

### Articles
- Philippe Ferret, « L'envol des Volubilis », 100 idées jardin, vol. 18,‎ été 2003, p. 80-85 (ISSN 1297-5060).
- Béatrice Pichon, « Le Botaniste aux liserons des tropiques », Mon Jardin & Ma Maison,‎ 2003, p. 70-73 (ISSN 0026-9166).
- Soazig Default, « Ipomées - de belles conquérantes », L'Ami des jardins et de la maison, vol. 957,‎ avril 2007, p. 40-46 (ISSN 1277-7765).
- Mathieu Léti, Nelly Bouilhac et Sven Landrein, « Liserons & cie… : La Collection nationale de Convolvulacées », Hommes et plantes, vol. 80,‎ janvier, février, mars 2012, p. 22-33 (ISSN 1163-4464).
- Le Parisien, « Les convolvulacées de l'Arboretum à Courson », Le Parisien,‎ 14 mai 2009 (lire en ligne, consulté le 25 septembre 2019).
- Le Parisien, « Un joyau botanique méconnu », Le Parisien,‎ 24 septembre 2013 (lire en ligne, consulté le 25 septembre 2019).
- Le Parisien, « Châtenay-Malabry : venez découvrir les convolvulacées », Le Parisien,‎ 14 septembre 2015 (lire en ligne, consulté le 25 septembre 2019).

### Reportages télévisés
- [vidéo][Production de télévision] « Les ipomées », à 11min08 (jusqu’à 16min37) sur France 5, 4 novembre 2015, 50 min (consulté le 25 septembre 2019)
- [vidéo][Production de télévision] « Parc de la Vallée-aux-Loups - Châtenay-Malabry », à 15min10 (jusqu’à 20min16) sur Arte, 27 avril 2016, 26 min (consulté le 25 septembre 2019) (présentation de la série (pdf) - présentation de l’épisode)

### Vidéo
- [vidéo] « La collection nationale de convolvulacées, joyau du parc départemental de la Vallée-aux-Loups », août 2012, 3 min (consulté le 30 avril 2020)
- [vidéo] « Découvrez la collection nationale de convolvulacées de l’arboretum du domaine départemental de la Vallée-aux-Loups », 2 juin 2016, 3 min (consulté le 25 septembre 2019)

### Site externe
- (en) Georges Staples (es), « Collection Nationale des Convolvulacées (the CNC) », sur Convolvulaceae Unlimited, 20 juin 2011 (consulté le 24 septembre 2019).
- « Convolvulaceae », sur Conservatoire des collections végétales spécialisées (consulté le 25 septembre 2019).